# 日経超電導
日経超電導（にっけいちょうでんどう）とは、かつて日経BP社が発行していた超伝導を専門に扱うニューズレター。

## 概要
1986年に高温超伝導の発見により、企業等の超伝導への関心が高まり、その後創刊された。
創刊時の部数は1000部近かった。購読料は一年が約10万円だった。
一般の書店では置かれていないため、購入するためには日経BP社に直接申し込む必要があった。
当時、学術誌のような他の媒体には掲載されないような情報も積極的に掲載したので当時の超伝導を取り巻く環境を現在に如実に伝える。日経テレコン21で閲覧できる。

## 変遷
- 1988年1月「日経超電導」創刊（隔週発行）
- 1992年10月 休刊